# Toyohiko Kagawa
Toyohiko Kagawa (賀川 豊彦 Kagawa Toyohiko; n. 10 iulie 1888, Kobe, Japonia – d. 23 aprilie 1960) a fost un creștin pacifist evangelic, reformator, activist și sindicalist japonez. Pe parcursul activității sale civice, Kagawa a scris, vorbit și acționat pentru promovarea principiilor creștine în ordinea socială în Japonia. Și-a dedicat majoritatea muncii vocației sale, ajutarea celor săraci. A susținut dreptul de vot universal și o politică externă pașnică.

## Biografie
Kagawa s-a născut în Kobe în anul 1888. Părinții săi, Kame și Junichi Kagawa, au murit când acesta avea doar patru ani. La școală, i-a cunoscut pe Harry W. Myers și Charles A. Logan, misionari din Bizerica Prezbiteriană din Statele Unite, care l-au ajutat să învețe engleza și bazele credinței creștine. A fost botezat de către Myers, pe 14 februarie, anul 1904, în biserica din Tokushima. Și-a continuat studiul principiilor creștine în Japonia și Statele Unite și a studiat teologia creștină la Universitatea Meiji Gakuin din Tokyo.

## Activism
Din anul 1909, Kagawa s-a mutat într-o mahala din Kobe cu intenția de a acționa ca misionar, lucrător social și sociolog. În anul 1916 a publicat Researches in the Psychology of the Poor („Cercetări în psihologia celor săraci”), un studiu bazat pe experiența personală în care a descris multe dintre aspectele societății de mahala care nu erau cunoscute japonezilor din clasa de mijloc.

## Scrieri
În anii 1921 și 1922 a fost încarcerat pentru activitatea sa de sindicalist și evanghelist creștin. Cât timp s-a aflat în închisoare, a scris primele sale două romane, Crossing the Deathline și Shooting at the Sun, ambele de success instant. În total, Kagawa a scris peste 150 de cărți, printre care romane, studii sociologice și religioase, traduceri etc.